# Use Your Brain
Use Your Brain è il secondo album in studio del gruppo rap metal svedese Clawfinger, pubblicato nel 1995.

## Tracce
1. Power – 3:14
2. Pay the Bill – 4:20
3. Pin Me Down – 4:10
4. Wipe My Ass – 3:13
5. Die High – 2:34
6. It – 5:21
7. Do What I Say – 4:25
8. Undone – 4:11
9. What Are You Afraid Of – 3:47
10. Back to the Basics – 2:27
11. Easy Way Out – 2:39
12. Tomorrow – 4:09
13. Better Than This (Bonus Track) – 3:36
14. Three Good Riffs (Bonus Track) – 3:56
15. Armageddon Down (Bonus Track) – 3:36